# Vollenhovia longicephala
Vollenhovia longicephala är en myrart som först beskrevs av Mamoru Terayama och Seiki Yamane 1991.  Vollenhovia longicephala ingår i släktet Vollenhovia och familjen myror. Inga underarter finns listade i Catalogue of Life.